# Championnat du monde de badminton par équipes masculines 1992
Navigation
Nagoya et Tokyo 1990 Jakarta 1994
La 17e édition du championnat du monde de badminton par équipes masculines, appelé également Thomas Cup, a lieu en mai 1992 à Kuala Lumpur en Malaisie.

## Format de la compétition
55 nations participent à la Thomas Cup. À l'issue d'une phase de qualifications, 6 équipes accèdent à la phase finale où elles sont rejointes par le tenant du titre et le pays organisateur qui sont qualifiés d'office.
Ces 8 nations participantes sont placées dans 2 groupes de 4 équipes, où chacune rencontre les 3 autres. Les deux premiers se qualifient pour des demi-finales croisées.
Chaque rencontre se joue en 5 matches : 3 simples et 2 doubles qui peuvent être joués dans n'importe quel ordre (accord entre les équipes).

## Qualifications
- Qualifié pour la phase finale

### A Bois-le-Duc, Pays-Bas
| Groupe A        | Groupe A | Groupe A        |
| --------------- | -------- | --------------- |
| Suisse          | 4-1      | Afrique du Sud  |
| Suisse          | 5-0      | Espagne         |
| Suisse          | 5-0      | Pérou           |
| Afrique du Sud  | 5-0      | Espagne         |
| Afrique du Sud  | 4-1      | Pérou           |
| Espagne         | 3-2      | Pérou           |
| Groupe B        |          |                 |
| Iran            | 3-2      | Irlande         |
| Iran            | 5-0      | Malte           |
| Iran            | 5-0      | Chypre          |
| Irlande         | 5-0      | Malte           |
| Irlande         | 5-0      | Chypre          |
| Malte           | 4-1      | Chypre          |
| Groupe C        |          |                 |
| États-Unis      | 5-0      | Pays de Galles  |
| États-Unis      | 5-0      | Maurice         |
| États-Unis      | 5-0      | Italie          |
| Pays de Galles  | 5-0      | Maurice         |
| Pays de Galles  | 5-0      | Italie          |
| Maurice         | 3-2      | Italie          |
| Groupe D        |          |                 |
| Autriche        | 5-0      | Jamaïque        |
| Autriche        | 5-0      | Bulgarie        |
| Autriche        | 5-0      | Luxembourg      |
| Jamaïque        | 3-2      | Bulgarie        |
| Jamaïque        | 5-0      | Luxembourg      |
| Bulgarie        | 5-0      | Luxembourg      |
| Groupe E        |          |                 |
| Norvège         | 4-1      | Tchécoslovaquie |
| Norvège         | 5-0      | Israël          |
| Norvège         | 5-0      | Hongrie         |
| Tchécoslovaquie | 5-0      | Israël          |
| Tchécoslovaquie | 5-0      | Hongrie         |
| Israël          | 3-2      | Hongrie         |
| Groupe F        |          |                 |
| Islande         | 5-0      | Belgique        |
| Islande         | 3-2      | Portugal        |
| Islande         | 5-0      | Mexique         |
| France          | 3-2      | Islande         |
| France          | 4-1      | Portugal        |
| France          | 4-1      | Mexique         |
| Belgique        | 3-2      | France          |
| Belgique        | 5-0      | Portugal        |
| Belgique        | 4-1      | Mexique         |
| Portugal        | 3-2      | Mexique         |

| Groupe W   | Groupe W | Groupe W   |
| ---------- | -------- | ---------- |
| Suède      | 5-0      | CEI        |
| Suède      | 5-0      | Islande    |
| Suède      | 5-0      | Iran       |
| CEI        | 5-0      | Islande    |
| CEI        | 5-0      | Iran       |
| Islande    | 3-2      | Iran       |
| Groupe X   |          |            |
| Angleterre | 5-0      | Écosse     |
| Angleterre | 4-1      | Finlande   |
| Angleterre | 5-0      | Norvège    |
| Écosse     | 3-2      | Finlande   |
| Écosse     | 4-1      | Norvège    |
| Finlande   | 4-1      | Norvège    |
| Groupe Y   |          |            |
| Pays-Bas   | 5-0      | Allemagne  |
| Pays-Bas   | 3-2      | États-Unis |
| Pays-Bas   | 4-1      | Pologne    |
| Allemagne  | 4-1      | États-Unis |
| Allemagne  | 4-1      | Pologne    |
| États-Unis | 4-1      | Pologne    |
| Groupe Z   |          |            |
| Danemark   | 5-0      | Canada     |
| Danemark   | 5-0      | Autriche   |
| Danemark   | 5-0      | Suisse     |
| Canada     | 4-1      | Autriche   |
| Canada     | 5-0      | Suisse     |
| Autriche   | 4-1      | Suisse     |

| Demi-finales    | Demi-finales | Demi-finales |
| --------------- | ------------ | ------------ |
| Danemark        | 3-2          | Pays-Bas     |
| Suède           | 4-1          | Angleterre   |
| Troisième place |              |              |
| Angleterre      | 4-1          | Pays-Bas     |
| Finale          |              |              |
| Danemark        | 5-0          | Suède        |

### A Hong Kong
| Groupe A         | Groupe A | Groupe A    |
| ---------------- | -------- | ----------- |
| Inde             | 4-1      | Singapour   |
| Inde             | 5-0      | Pakistan    |
| Inde             | 5-0      | Philippines |
| Singapour        | 5-0      | Pakistan    |
| Singapour        | 5-0      | Philippines |
| Pakistan         | 4-1      | Philippines |
| Groupe B         |          |             |
| Nouvelle-Zélande | 5-0      | Macao       |
| Nouvelle-Zélande | 5-0      | Guatemala   |
| Macao            | 3-2      | Guatemala   |
| Groupe C         |          |             |
| Hong Kong        | 3-2      | Australie   |
| Hong Kong        | 3-2      | Sri Lanka   |
| Hong Kong        | 5-0      | Tanzanie    |
| Australie        | 4-1      | Sri Lanka   |
| Australie        | 5-0      | Tanzanie    |
| Sri Lanka        | 5-0      | Tanzanie    |

| Groupe X       | Groupe X | Groupe X         |
| -------------- | -------- | ---------------- |
| Indonésie      | 5-0      | Taipei chinois   |
| Indonésie      | 5-0      | Japon            |
| Indonésie      | 5-0      | Hong Kong        |
| Taipei chinois | 4-1      | Japon            |
| Taipei chinois | 3-2      | Hong Kong        |
| Japon          | 3-2      | Hong Kong        |
| Groupe Y       |          |                  |
| Corée du Sud   | 4-1      | Thaïlande        |
| Corée du Sud   | 4-1      | Inde             |
| Corée du Sud   | 5-0      | Nouvelle-Zélande |
| Thaïlande      | 4-1      | Inde             |
| Thaïlande      | 5-0      | Nouvelle-Zélande |
| Inde           | 5-0      | Nouvelle-Zélande |

| Demi-finales    | Demi-finales | Demi-finales   |
| --------------- | ------------ | -------------- |
| Indonésie       | 5-0          | Thaïlande      |
| Corée du Sud    | 5-0          | Taipei chinois |
| Troisième place |              |                |
| Thaïlande       | 4-1          | Taipei chinois |
| Finale          |              |                |
| Indonésie       | 5-0          | Corée du Sud   |

## Tournoi final

### Pays participants
| Confédération   | Pays                             |
| --------------- | -------------------------------- |
| Asie            | Corée du Sud Indonésie Thaïlande |
| Europe          | Angleterre Danemark Suède        |
| Tenant du titre | Chine                            |
| Pays hôte       | Malaisie                         |

### Phase de groupes

#### Groupe A
| Équipe    | J | G | P |
| --------- | - | - | - |
| Chine     | 3 | 3 | 0 |
| Indonésie | 3 | 2 | 1 |
| Suède     | 3 | 1 | 2 |
| Thaïlande | 3 | 0 | 3 |

| Résultats | Résultats | Résultats |
| --------- | --------- | --------- |
| Chine     | 5-0       | Indonésie |
| Chine     | 5-0       | Suède     |
| Chine     | 5-0       | Thaïlande |
| Indonésie | 4-1       | Suède     |
| Indonésie | 4-1       | Thaïlande |
| Suède     | 3-2       | Thaïlande |

#### Groupe B
| Équipe       | J | G | P |
| ------------ | - | - | - |
| Corée du Sud | 3 | 2 | 1 |
| Malaisie     | 3 | 2 | 1 |
| Angleterre   | 3 | 1 | 2 |
| Danemark     | 3 | 1 | 2 |

| Résultats    | Résultats | Résultats    |
| ------------ | --------- | ------------ |
| Corée du Sud | 3-2       | Malaisie     |
| Corée du Sud | 4-1       | Angleterre   |
| Malaisie     | 5-0       | Danemark     |
| Malaisie     | 4-1       | Angleterre   |
| Danemark     | 3-2       | Corée du Sud |
| Angleterre   | 3-2       | Danemark     |

### Phase finale

#### Tableau
|  | Demi-finales | Demi-finales |          |   | Finale | Finale |
|  | Demi-finales | Demi-finales |          |   | Finale | Finale |
|  |              |              |          |   |        |        |
|  |              |              |          |   |        |        |
|  |              |              |          |   |        |        |
|  | Chine        | 2            |          |   |        |        |
|  | Chine        | 2            |          |   |        |        |
|  | Malaisie     | 3            |          |   |        |        |
|  | Malaisie     | 3            | Malaisie | 3 |        |        |
|  |              |              | Malaisie | 3 |        |        |
|  |              | Indonésie    | 2        |   |        |        |
|  | Indonésie    | Indonésie    | 2        | 5 |        |        |
|  | Indonésie    |              |          | 5 |        |        |
|  | Corée du Sud | 0            |          |   |        |        |
|  | Corée du Sud | 0            |          |   |        |        |

#### Demi-finales
| 12 mai 1992 | Malaisie                        | 3 - 2 | Chine                         | Score               |
| ----------- | ------------------------------- | ----- | ----------------------------- | ------------------- |
| SH          | Rashid Sidek                    | 1-0   | Zhao Jianhua                  | 18-14, 10-15, 15-12 |
| SH          | Foo Kok Keong                   | 0-1   | Wu Wenkai                     | 11-15, 8-15         |
| SH          | Kwan Yoke Meng                  | 0-1   | Liu Jun                       | 12-15, 13-15        |
| DH          | Razif Sidek / Jalani Sidek      | 1-0   | Tian Bingyi / Li Yongbo       | 5-15, 15-10, 15-5   |
| DH          | Cheah Soon Kit / Soo Beng Kiang | 1-0   | Huang Zhanzhong / Zheng Yumin | 15-9, 18-14         |

| 13 mai 1992 | Indonésie                    | 5 - 0 | Corée du Sud                  | Score            |
| ----------- | ---------------------------- | ----- | ----------------------------- | ---------------- |
| SH          | Ardy Wiranata                | 1-0   | Kim Hak-kyun                  | 17-15, 15-4      |
| SH          | Alan Budikusuma              | 1-0   | Ahn Jae-chang                 | 17-15, 15-3      |
| SH          | Joko Suprianto               | 1-0   | Park Sung-woo                 | 15-3, 15-5       |
| DH          | Eddy Hartono / Rudy Gunawan  | 1-0   | Park Joo-bong / Lee Sang-bok  | 17-18, 15-4, ab. |
| DH          | Ricky Subagja / Rexy Mainaky | 1-0   | Shon Jin-hwan / Lee Kwang-jin | 15-6, 15-2       |

#### Finale
| 16 mai 1992 | Malaisie                     | 3 - 2 | Indonésie                       | Score              |
| ----------- | ---------------------------- | ----- | ------------------------------- | ------------------ |
| SH          | Ardy Wiranata                | 0-1   | Rashid Sidek                    | 11-15, 15-10, 4-15 |
| DH          | Rudy Gunawan / Eddy Hartono  | 1-0   | Razif Sidek / Jalani Sidek      | 15-9, 9-15, 15-3   |
| SH          | Alan Budikusuma              | 0-1   | Foo Kok Keong                   | 6-15, 12-15        |
| DH          | Ricky Subagja / Rexy Mainaky | 0-1   | Cheah Soon Kit / Soo Beng Kiang | 12-15, 15-10, 8-15 |
| SH          | Joko Suprianto               | 1-0   | Kwan Yoke Meng                  | 15-3, 15-7         |